# Libijska nogometna reprezentacija
Libijska nogometna reprezentacija  predstavlja državu Libiju u nogometu. Svoje domaće utakmice igra na Stadionu 11. lipnja u Tripoliju.

## Uspjesi
- srebrno odličje na Kupu afričkih nacija 1982. u Egiptu
- brončano odličje na Mediteranskim igrama 2005., pod vodstvom hrvatskog izbornika Ante Čačića

### Svjetska prvenstva
- 1930. do 1962.- nisu se natjecali
- 1966. - povukli se
- 1970. - nisu se kvalificirali
- 1974. - nisu se natjecali
- 1978. - nisu se kvalificirali
- 1982. - povukli se iz natjecanja zbog političkih razloga
- 1986. - nisu se kvalificirali
- 1990. - povukli se iz natjecanja zbog političkih razloga
- 1994. - isključeni iz natjecanja zbog UN-ovih sankcija
- 1998. - nisu se natjecali
- 2002. - nisu se kvalificirali
- 2006. - nisu se kvalificirali
- 2010. - nisu se kvalificirali

### Afrička prvenstva
(dopuniti)
- 1982.: bronca
- 2006.: završni turnir, zadnji u skupini

## Igrači
- Ahmed Saad Osman

## Vanjske poveznice
- Libijski nogometni savez  Arhivirana inačica izvorne stranice od 2. srpnja 2006. (Wayback Machine)
- RSSSF Kuf afričkih nacija 1982.